# Saint-Raymond
Saint-Raymond ist eine Stadt (ville) in der MRC Portneuf der kanadischen Provinz Québec.
Saint-Raymond befindet sich ca. 50 km nordwestlich der Provinzhauptstadt Québec am Ufer des Rivière Sainte-Anne.

## Geschichte
Die ersten Versuche einer ständigen Besiedlung datieren aus dem Jahr 1845. Einen starken Einfluss auf die Bevölkerung hatten die jüngeren Besiedlungen seit den 1960er Jahren sowie die Ansiedlung von kleinen Industrie- und Gewerbebetrieben seit der Mitte des 20. Jahrhunderts. Seit 1957 besitzt Saint-Raymond die Stadtrechte.

## Söhne und Töchter der Stadt
- Alexandre Vachon (1885–1953), Erzbischof von Ottawa
- Luc Plamondon (* 1942), kanadischer Autor und Schauspieler